# Larabicus quadrilineatus
 Larabicus quadrilineatus és una espècie de peix de la família dels làbrids i de l'ordre dels perciformes que es troba al Mar Roig i al Golf d'Aden.
Els mascles poden assolir els 11,5 cm de longitud total.